# Scania perornata
Scania perornata là một loài bướm đêm thuộc họ Noctuidae. Nó được tìm thấy ở Maule và vùng Biobíos của Chile và Bariloche, Neuquén và Chapelco in Argentina.
Sải cánh dài 29–32 mm. Con trưởng thành bay vào tháng 3.